# Sportkleding

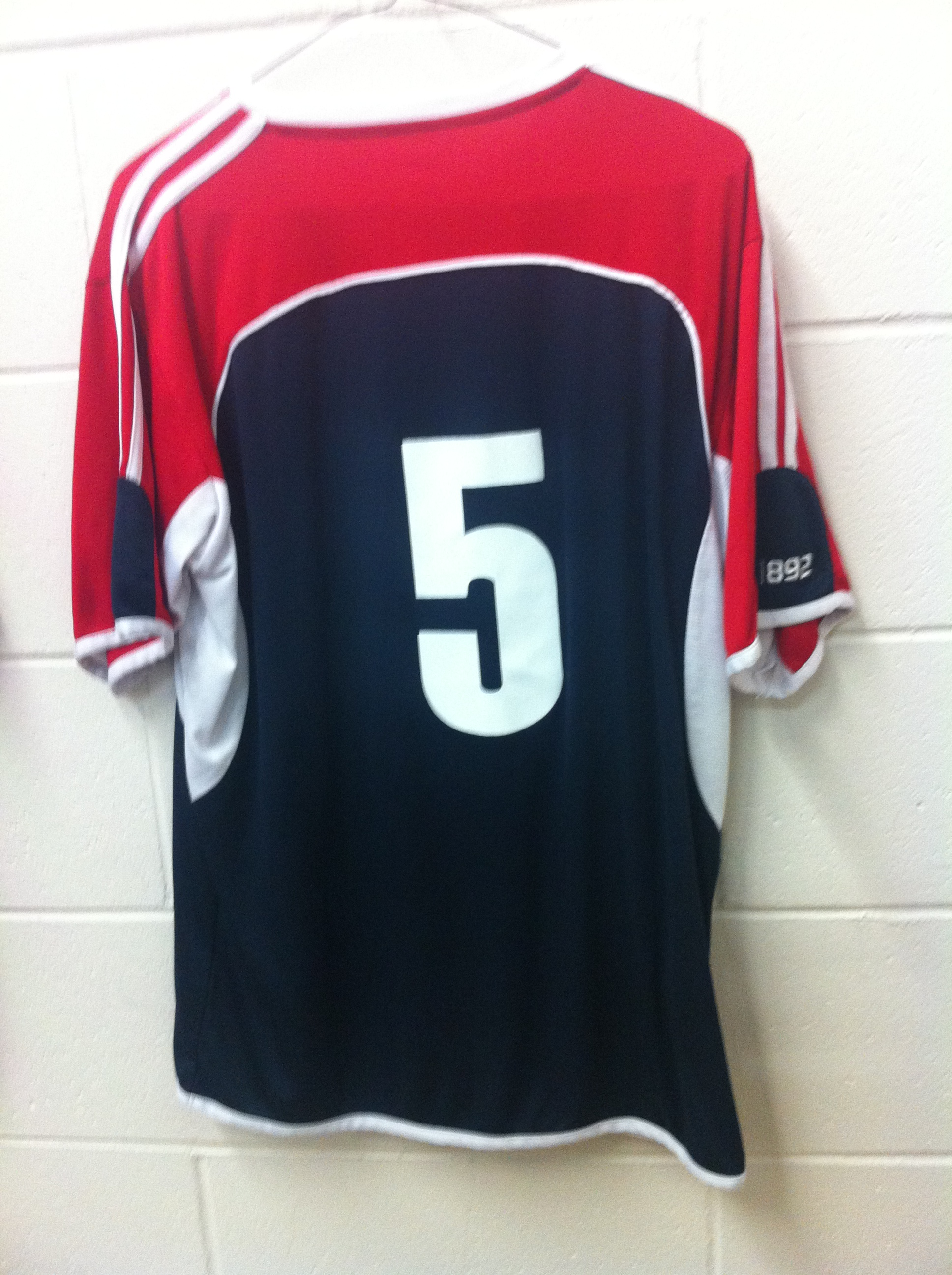
Voetbalshirt met rugnummer

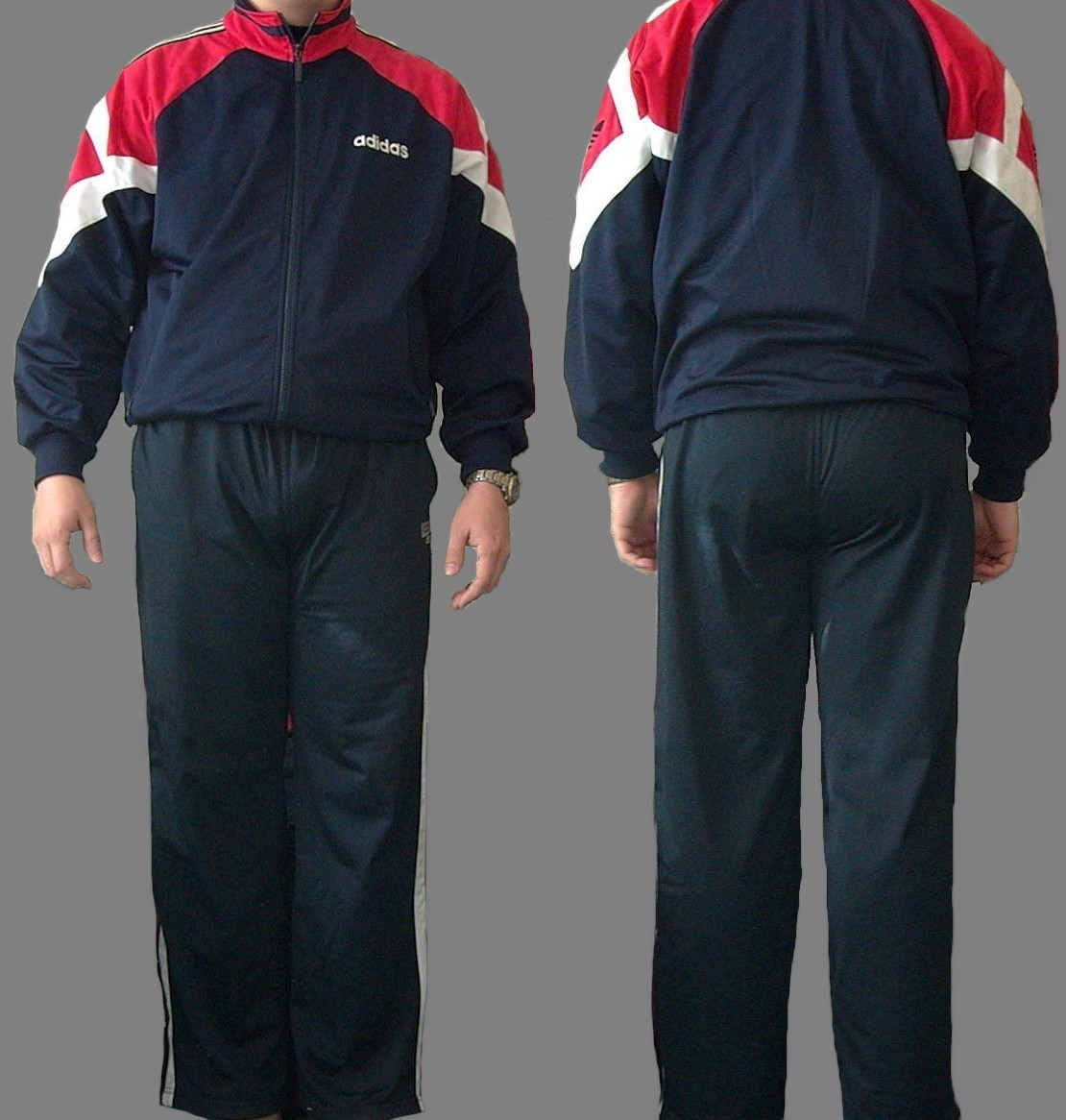
Trainingspak, voor- en achterzijde

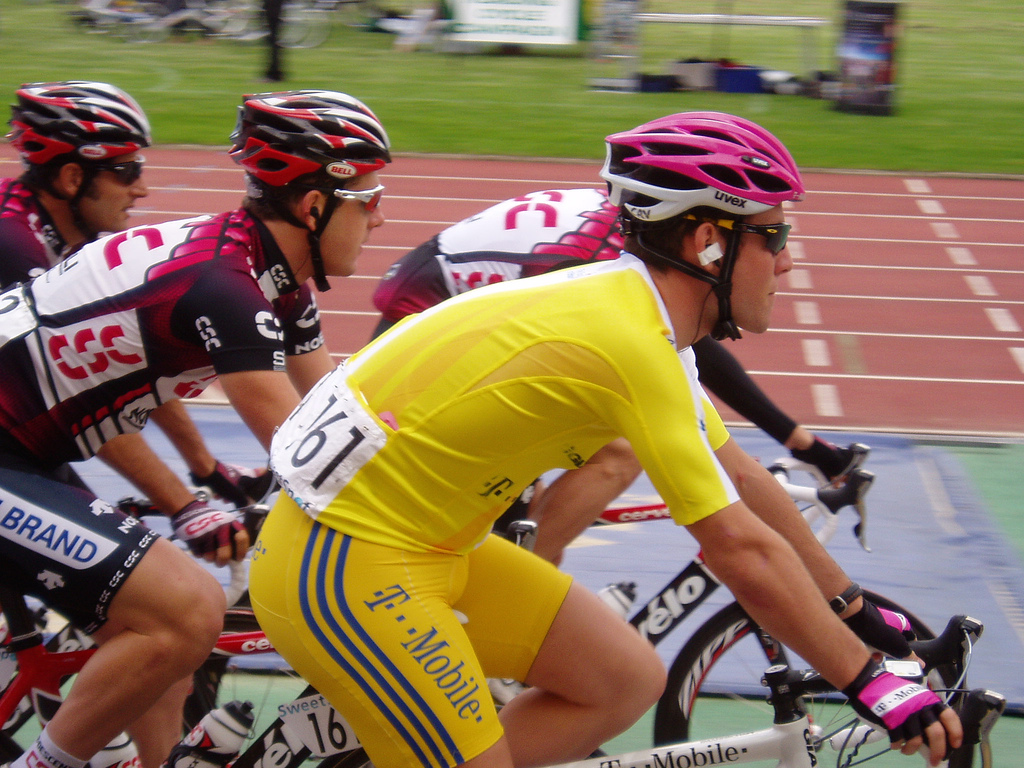
Wielerkleding

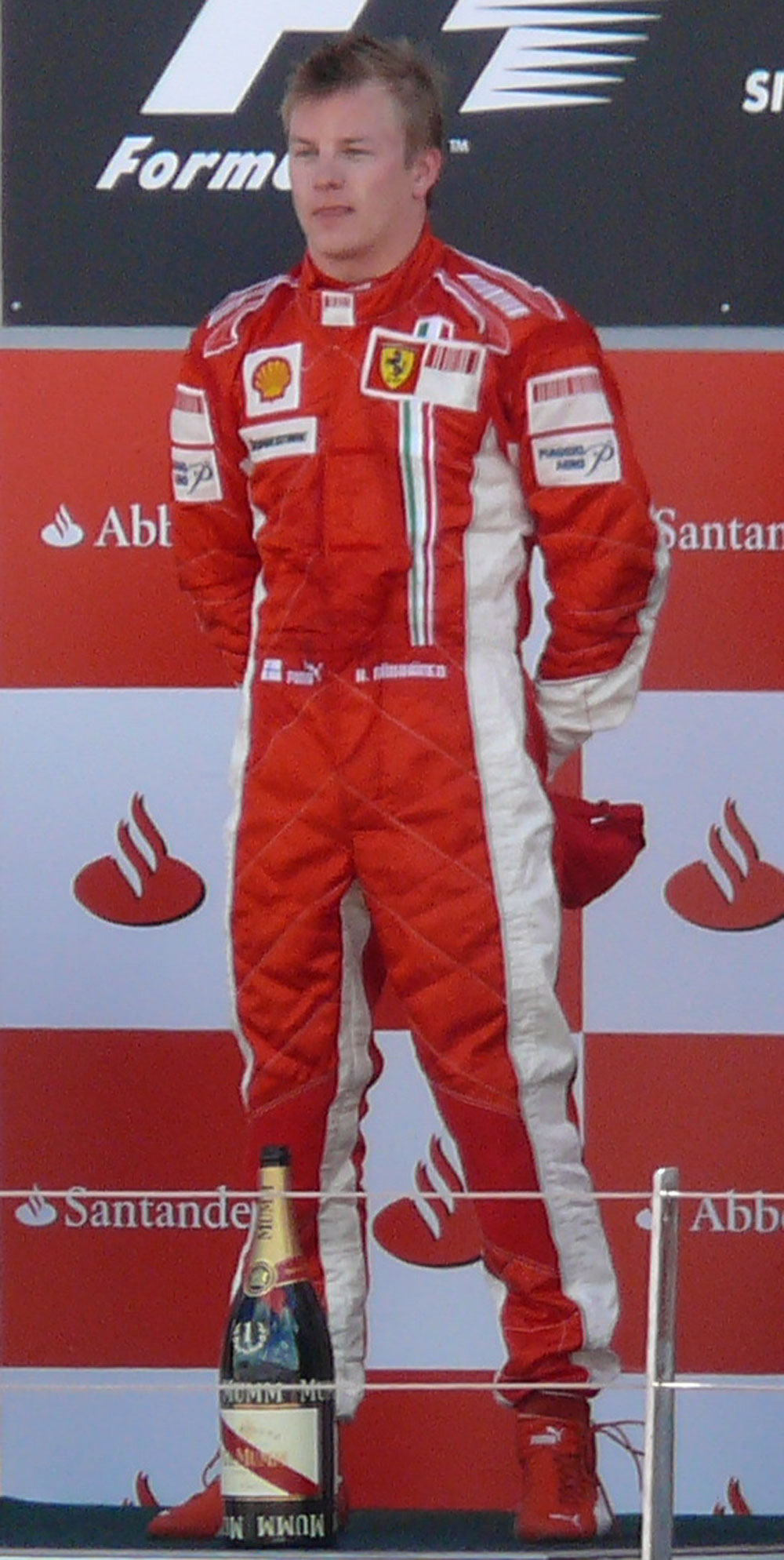
Kimi Raikkonen in race-overall

Sportkleding is kleding die bij het sporten gedragen wordt. Afhankelijk van de aard van de sport kan deze sportkleding zeer geavanceerde vormen aannemen. Sinds de tweede helft van de 20e eeuw worden sporters in toenemende mate gesponsord, waarbij de naam van de sponsor ook op de sportkleding verschijnt. 

## Typen sportkleding
- Duiken: Bij sportduiken wordt vaak een duikpak gebruikt.
- Paardensport: In de ruitersport dragen de deelnemers rijlaarzen en een rijbroek.
- Schaatsen: Een schaatspak is een aerodynamisch, nauwsluitend pak voor professionele schaatsers.
- Schermen: Een beschermend pak met dito gezichtsmasker.
- Tennis: poloshirt, korte broek of tennisrok/tennisshort (dames) en tennisschoenen.
- Vechtsport: Bij vechtsporten dragen de deelnemers een judokostuum of: gi.
- Voetbal: voetbalshirt, voetbalbroek, scheenbeschermers en speciale voetbalschoenen.
- Wielrennen: Wielrenners dragen nauwsluitende gladde shirts en fietshelmen.
- Windsurfen: Hierbij draagt men vaak een wetsuit.
- Fitnesskleding: fitness leggings.
- Zwemmen: Gladde zwempakken ondervinden minder weerstand dan de huid en leveren daardoor vaart en tijdwinst op.
- Turnen: omdat het bij turnen belangrijk is de bewegingen van het lichaam goed te zien worden aansluitende turnpakjes, leggings / turnbroeken en bodysuits gedragen.

Bij sporten zoals volleybal, voetbal, golf, korfbal, squash, boksen of tennis zijn het vooral de voor de specifieke sport geschikte sportschoenen die essentieel zijn voor het vergroten van de prestatie. Voor het pak zelf, dat doorgaans bestaat uit een korte broek en een shirt, is het vooral van belang dat het bewegingsvrijheid geeft. Technische snufjes aan de kleding vergroten de prestaties niet.
Bij sporten die al vroeg door vrouwen werden beoefend zoals hockey en tennis bestond de gewoonte een rok te dragen, die in de 20ste eeuw steeds korter werd om meer bewegingsvrijheid te geven. Vanwege het seksistische aspect wordt in de 21ste eeuw steeds vaker gekozen voor rokken met een ingenaaide short.

## Sportkleding in de jeugdcultuur
Ook buiten het sportveld bleek op den duur sportkleding gedragen te worden. Niet om aan te geven dat men zelf sportief was, maar omdat het dragen van bepaalde typen sportkleding een informeel imago uitdrukte. 
Rond 1990 won sportkleding van het merk Australian in Nederland sterk aan populariteit door de gabberscene, die het merk als 'huismerk' wist te omarmen. Ook merken als Adidas en Nike doen het goed in de jongerencultuur. Sinds halverwege de jaren 90 maakte het basketbalshirt - populair geworden door Amerikaanse muziek-artiesten die de kleding droegen - ook onderdeel uit van het straatbeeld, net als de basketbalpet 

## Afbeeldingen

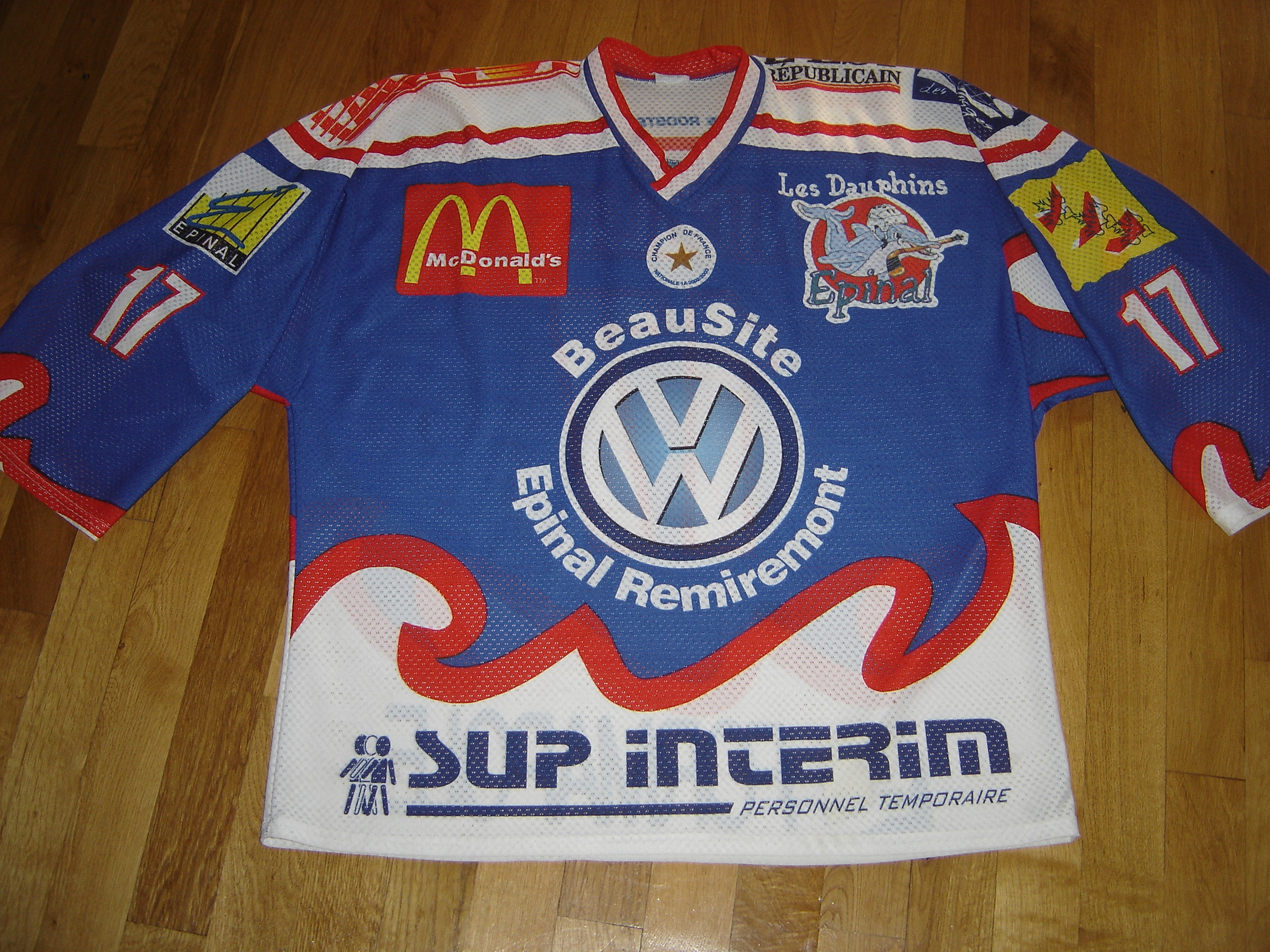
Sportkleding met sponsorreclame
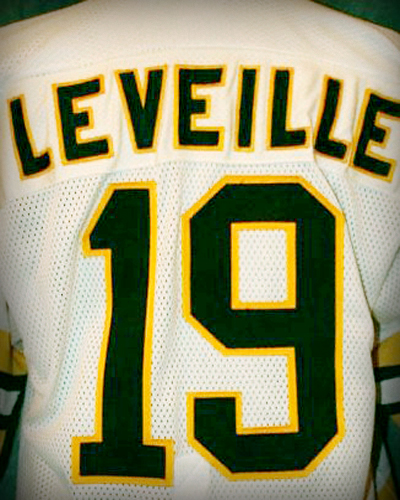
IJshockeyshirt met naam en rugnummer
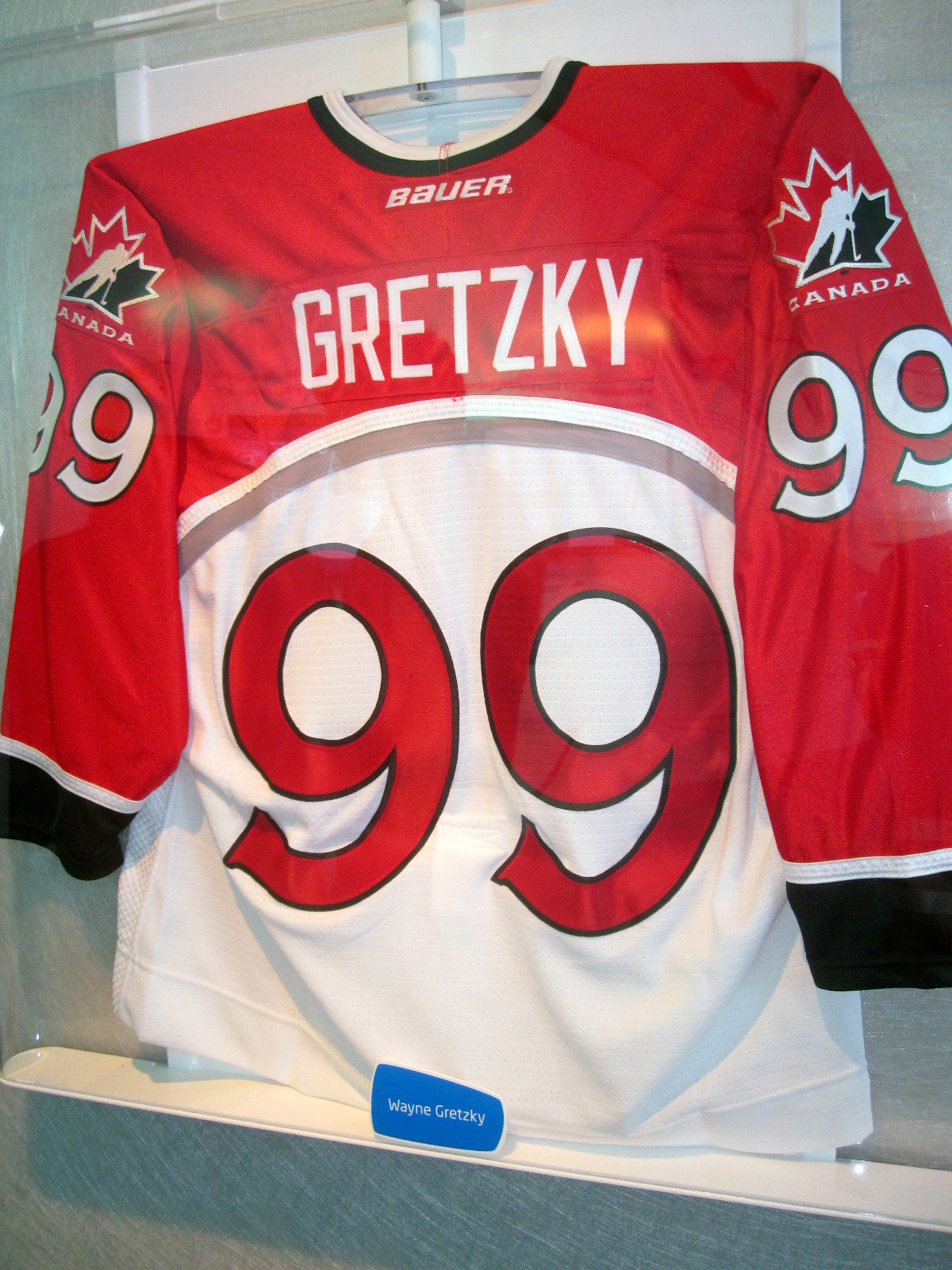
IJshockeyshirt met naam en nummer
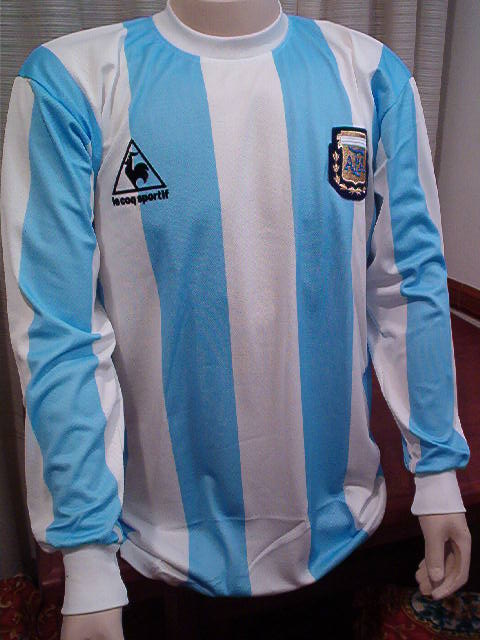
Voetbalshirt (Argentinië 1986)
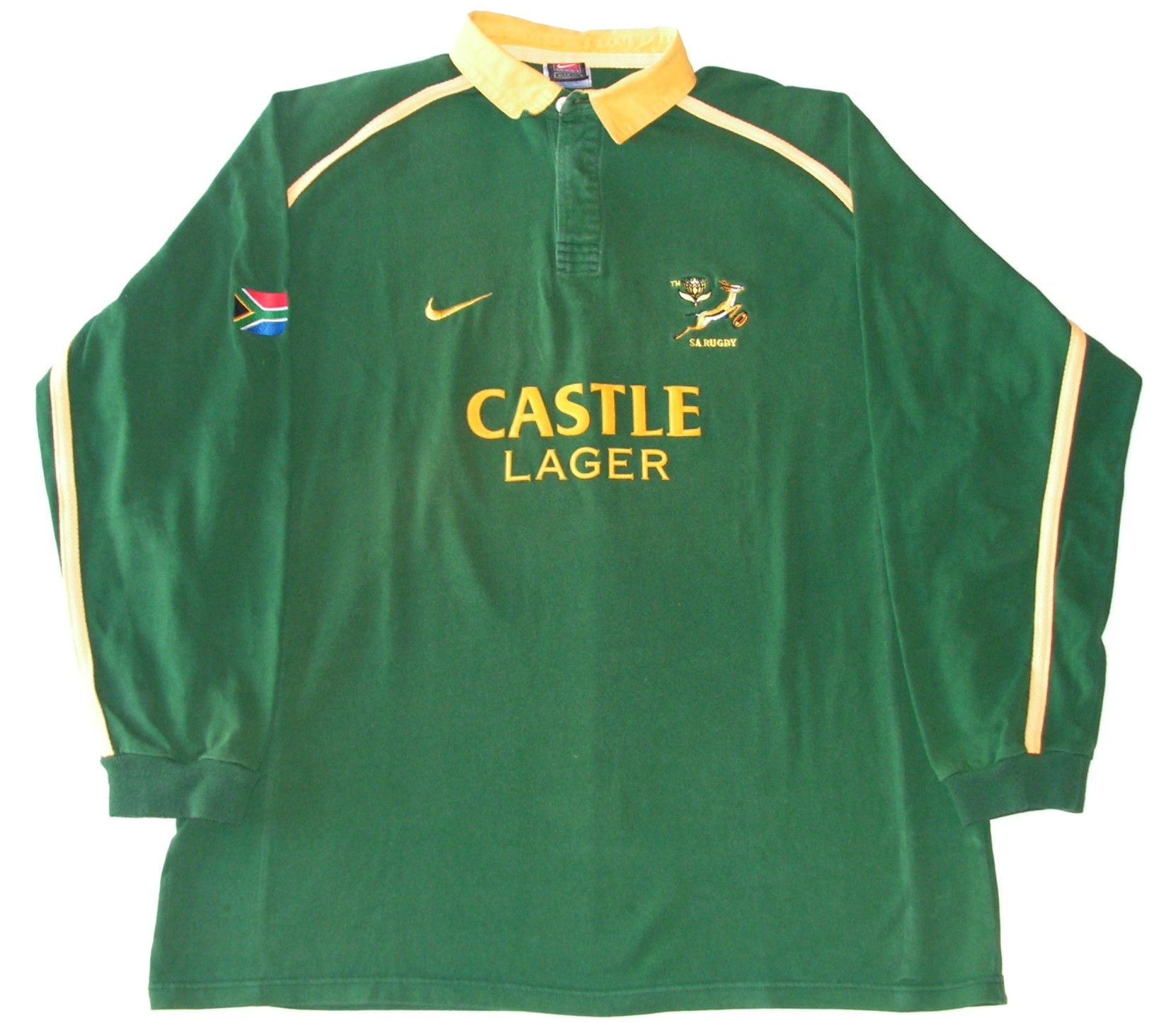
Rugbyshirt (Zuid-Afrika)
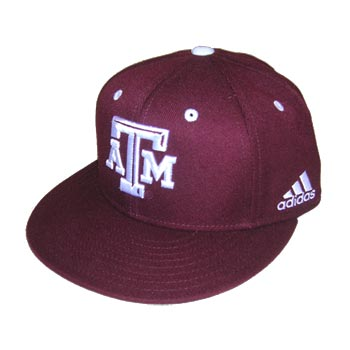
Basketbalpet
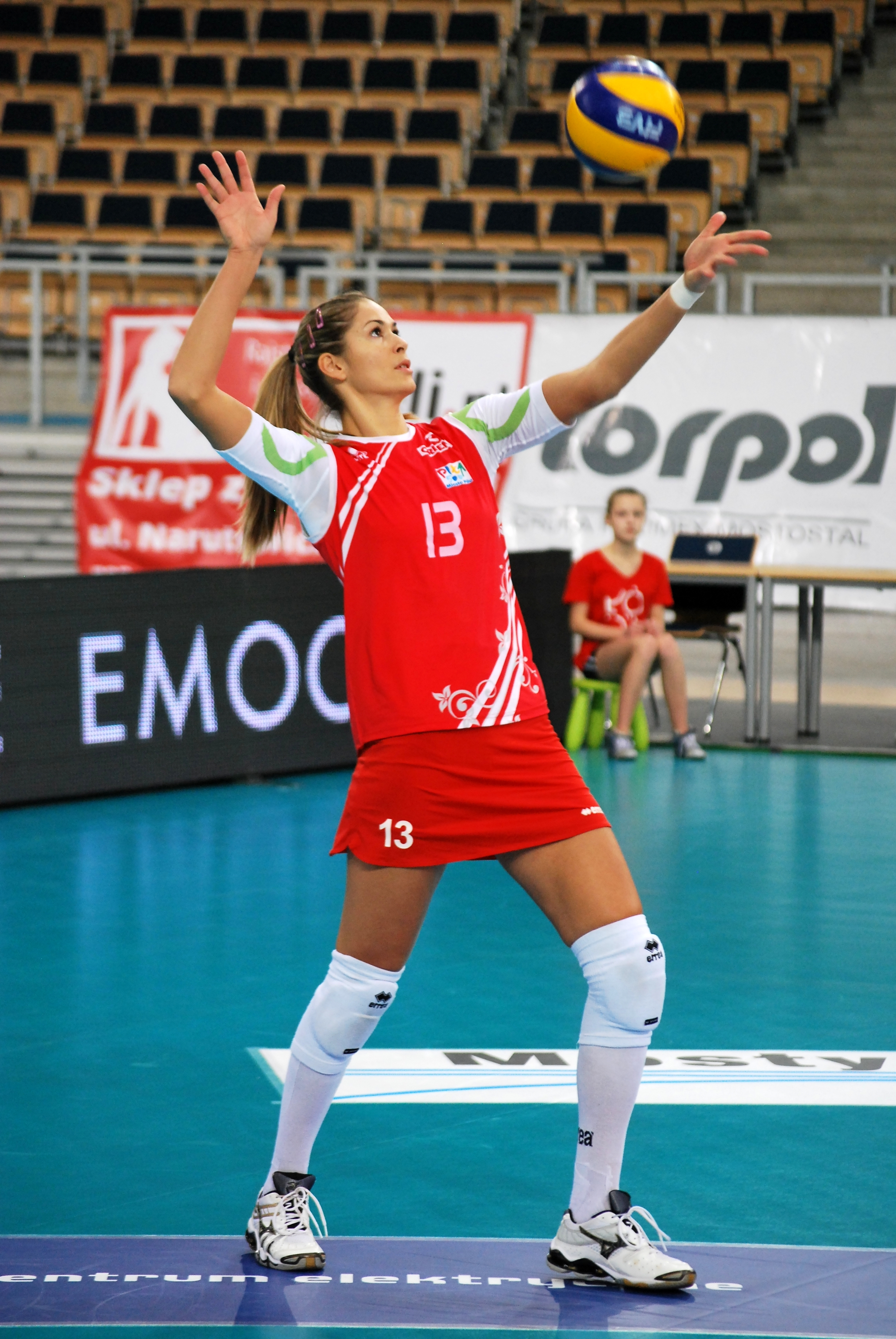
Volleybaltenue
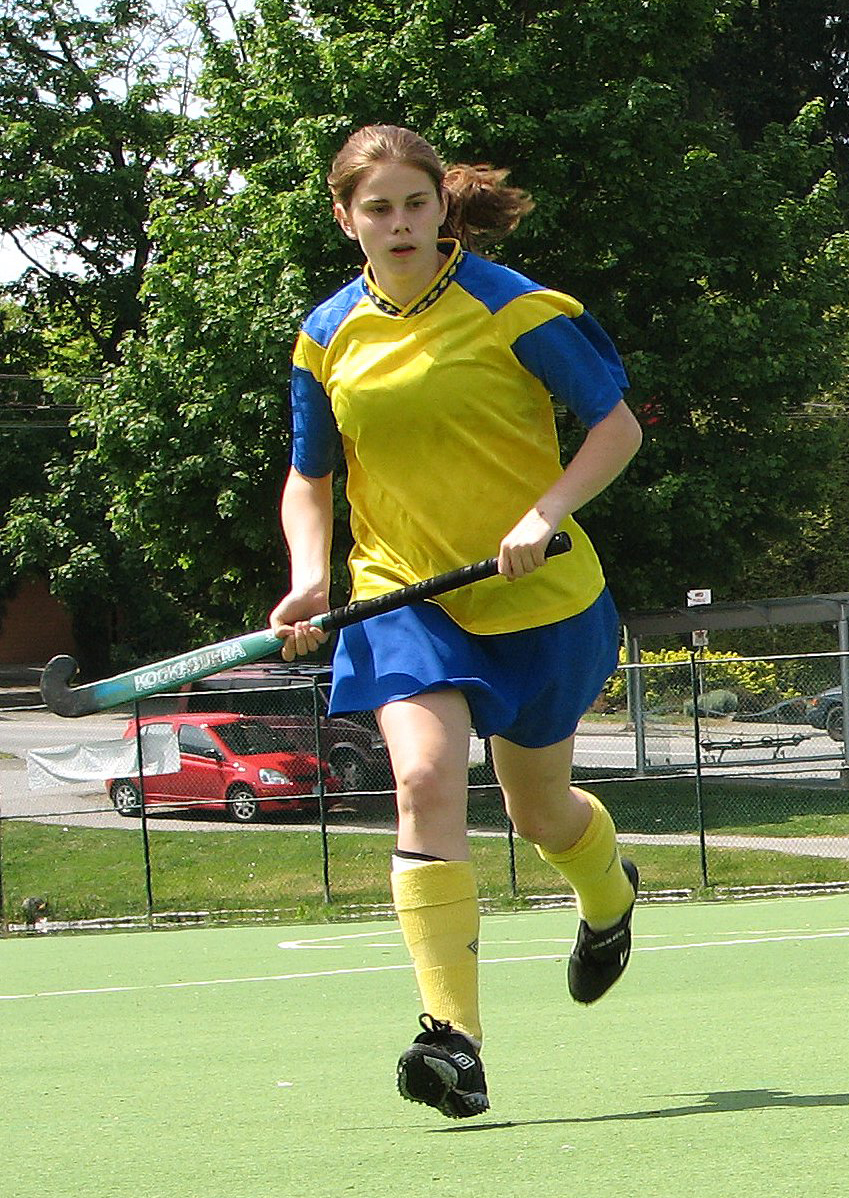
Hockeytenue
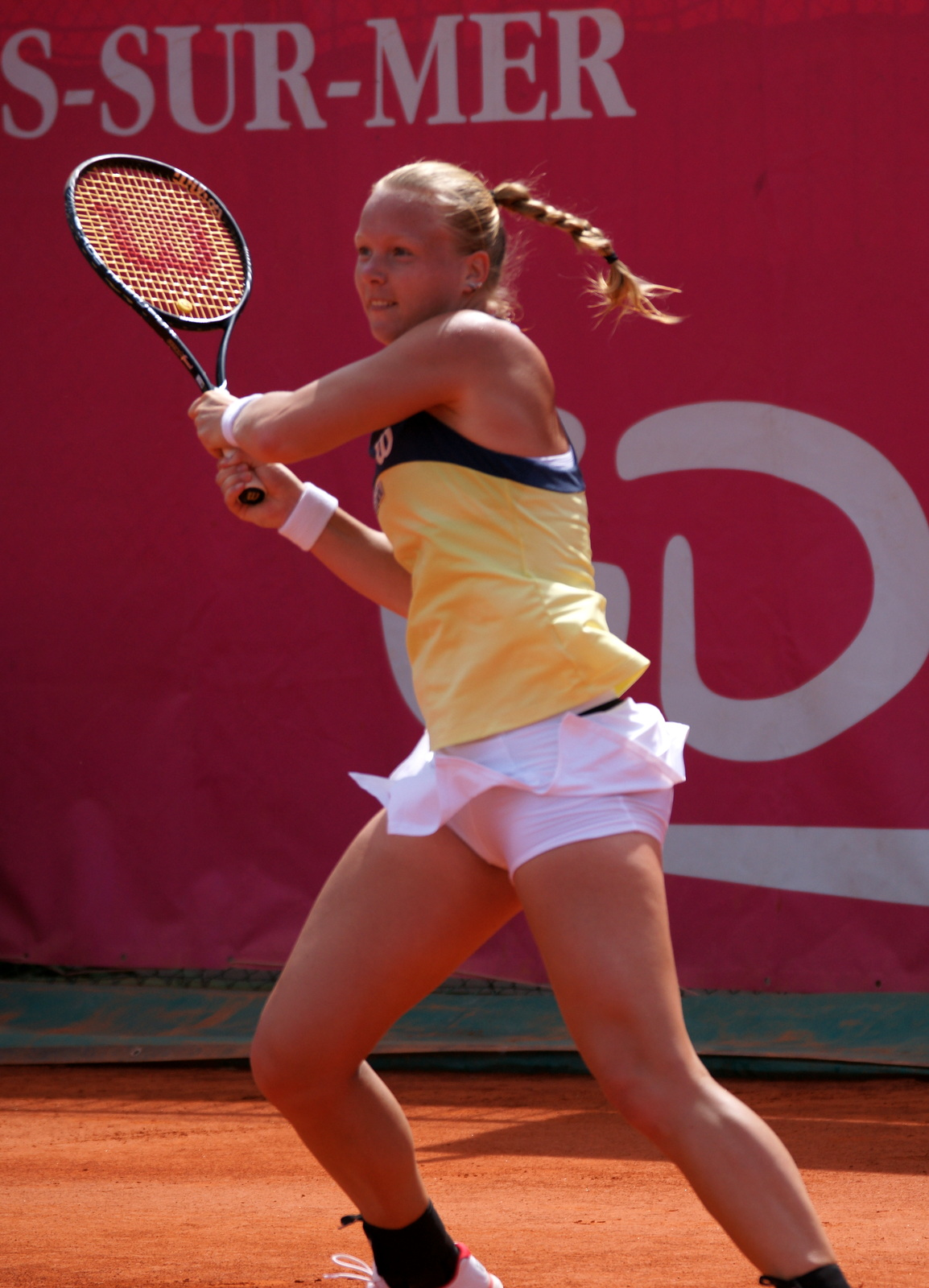
Tennisshort voor vrouwen